# Municipio de Olintla
El municipio de Olintla (del náhuatl: Ollintlan o Ullintlan ‘movimiento de tierra-lugar o hule-lugar’‘Lugar de terremotos o Lugar donde hay hule’) es uno de los 217 municipios del estado de Puebla, México. Forma parte de la región Sierra Norte. Su cabecera es la localidad de Olintla.

## Geografía
El municipio posee una superficie de 66,35 kilómetros cuadrados. Limita al norte con el estado de Veracruz, Jopala, Ixtepec y Hermenegildo Galeana; al este, con Huehuetla y Caxhuacán; al sur, con Hueytlalpan y Camocuautla; y al poniente, con Coatepec e Ixtepec.

### Hidrografía
Olintla se encuentra en la región hidrológica de Tuxpan-Nautla, dentro de la cuenca del río Tecolutla. El 98% del municipio pertenece a la subcuenca del río Laxaxalpan y el 2% restante al río Tecuantepec.